# Procampylaspis unicornis
Procampylaspis unicornis is een zeekommasoort uit de familie van de Nannastacidae. De wetenschappelijke naam van de soort is voor het eerst geldig gepubliceerd in 1977 door Gamo.